# 2-Chlorpyridin
2-Chlorpyridin ist eine organische Verbindung, die zu den Heterocyclen (genauer: Heteroaromaten) zählt. Sie besteht aus einem Pyridinring, der in 2-Position mit Chlor substituiert ist. Die Verbindung ist isomer zu 3-Chlorpyridin und 4-Chlorpyridin.

## Darstellung
Im Allgemeinen sind gängige elektrophile aromatische Substitutionen an Pyridin nicht oder nur mit schlechter Ausbeute möglich. Des Weiteren würde Pyridin bevorzugt in 3-Position substituiert und 2-Chlorpyridin entstünde nur als Nebenprodukt. Die Herstellung von 2-Chlorpyridin gelingt jedoch durch die Reaktion mit molekularem Chlor in Gegenwart katalytischer Mengen Palladium(II)-chlorid.

## Eigenschaften
2-Chlorpyridin bildet oberhalb des Flammpunktes von 64 °C entzündliche Dampf-Luft-Gemische. Die Zündtemperatur beträgt 585 °C. Der Stoff fällt somit in die Temperaturklasse T1.

## Verwendung
Ausgehend von 2-Chlorpyridin und 2-Aminothiophenol wird das Zwischenprodukt 4-Azaphenothiazin hergestellt.
Durch Lithiierung kann 2-Chlorpyridin zu einer Organolithium-Verbindung umgesetzt werden, welche als Ausgangsverbindung für weitere Pyridinderivate dient, die nicht auf direktem Wege zugängig sind.